# Franz Bernhard (Indologe)
Franz Bernhard (* 31. Mai 1931 in Schweidnitz; † 5. September 1971 in Nepal) war ein deutscher Indologe.

## Leben
Nach der Promotion am 7. Dezember 1959 in Göttingen war er von 1966 bis 1971 Professor für Indologie an der Universität Hamburg.

## Schriften (Auswahl)
- Die Nominalkomposition im Tocharischen. Göttingen 1959, OCLC 720150340 (zugleich Dissertation, Göttingen 1959).
- Udānavarga. Band 1. Einleitung, Beschreibung der Handschriften, Textausgabe, Bibliographie (= Abhandlungen der Akademie der Wissenschaften zu Göttingen, Philologisch-Historische Klasse 3. F., 54,1). Vandenhoeck & Ruprecht, Göttingen 1965, OCLC 165455339.
- Udānavarga. Band 2. Indices, Konkordanzen, synoptische Tabellen (= Abhandlungen der Akademie der Wissenschaften zu Göttingen, Philologisch-Historische Klasse 3. F., 54,2). Vandenhoeck & Ruprecht, Göttingen 1968, OCLC 256684351.